# アヴィアポリス駅
アヴィアポリス駅 (フィンランド語: Aviapoliksen rautatieasema、スウェーデン語: Aviapolis järnvägsstation) はフィンランド・ヴァンター市アヴィアポリス地区にある鉄道駅である。駅はキヴィスト駅とヘルシンキ空港駅の間に位置しヘルシンキ中央駅より24km離れている。

## 駅構造
島式二面二線の地下駅。

### のりば
| 1番線 | ■ | P系統 | 空港方面           |
| 2番線 | ■ | I系統 | ヘルシンキ中央方面 |

※進行方向は左側通行である。

## 駅周辺
- ヴァンター航空博物館